# Brindakit
Brindakit (russisch Бриндакит) ist ein untergegangener Ort in der ostsibirischen Republik Sacha (Jakutien) in Russland.

## Geographie
Die Siedlung liegt inmitten des hier Mittelgebirgscharakter tragenden Judoma-Maja-Hochlandes, knapp 500 Kilometer (Luftlinie) südöstlich der Republikhauptstadt Jakutsk im äußersten Südosten der Republik nahe der Grenze zur Region Chabarowsk. Bei Brindakit mündet der gleichnamige Bach in das Flüsschen Bam, etwa 15 Kilometer oberhalb dessen Mündung in den rechten Aldan-Nebenfluss Allach-Jun.
Brindakit gehört zum Rajon Ust-Maja. Dessen Verwaltungszentrum Ust-Maja liegt 175 Kilometer westnordwestlich von Brindakit an der Mündung der Maja in Aldan.

## Geschichte
Entstehung und Existenz des Ortes stehen im Zusammenhang mit dem Goldbergbau im Einzugsbereich des Flusses Allach-Jun.
Bereits 1829 hatte der deutsche Physiker und Geologe Georg Adolf Erman auf seiner Weltreise das Gebiet auf dem alten Weg von Jakutsk nach Ochotsk durchreist und auf Grund der Ähnlichkeit des geologischen Aufbaus mit den umgebenden Gebieten, aus denen bereits Goldfunde bekannt waren, solche auch für diesen Teil der ostsibirischen Gebirge vorhergesagt. Aus den 1860er Jahren existieren Berichte, nach denen der Händler Sibirjakow im Allach-Jun-Gebiet nach Gold suchte. Nach größeren Funden in den 1910er und 1920er Jahren begann 1932 die systematische Erkundung des Gebietes zunächst durch den „Trust“ Jakutsoloto („Jakut-Gold“), später durch die gesamtsowjetische Solotoraswedka („Golderkundung“) unter Leitung von Woldemar Bertin. Im Ergebnis dieser erfolgreichen Arbeiten wurde an mehreren Stellen die Goldförderung aufgenommen, hauptsächlich auf Seifenlagerstätten in den Flusstälern.
1937 entstand die Siedlung Brindakit. Um 1940 wurde mit der Errichtung einer Straße von Eldikan am Aldan begonnen; ab Ende der 1940er Jahre wurde der Goldabbau durch den beginnenden Einsatz schwerer Technik intensiviert, nachdem die mit einfachen Mitteln abbaubaren, sehr goldreichen Abschnitte der Lagerstätten bereits erschöpft waren.
1947 erhielt Brindakit den Status einer Siedlung städtischen Typs. Von 1947 bis 1953 existierte in Brindakit eine Abteilung des Dchugdschurlag im System der Straflager des Gulag. Die Häftlinge arbeiteten im Bergbau, beim Holzeinschlag und Ausbau der Siedlung.
Auf der Goldlagerstätte im Tal des Flüsschens Bam bei Brindakit wurde ab 1956 der größte Schürfkübelbagger („Dragline“) des Gebietes eingesetzt. In dieser Zeit war Brindakit neben dem weiter nördlich gelegenen Ynyktschan größter Ort der Gegend.
Mit der Erschöpfung der Goldlagerstätte am Bam verlagerte sich die Förderung ab den 1970er Jahren in andere Teile des Gebietes, so um die neuen Siedlungen Solnetschny und Swjosdotschka, während Brindakit zunächst gut die Hälfte seiner Einwohner verlor. Mit der Wirtschaftskrise der 1990er Jahre, der zeitweiligen Produktionseinstellung in den Bergbaubetrieben und den damit verbundenen Versorgungsschwierigkeiten verschärfte sich die Situation dramatisch, sodass die Siedlung zusammen mit einigen weiteren in der Republik 1997 aufgegeben („geschlossen“) wurde. Das bedeutet, dass die Verwaltung abgezogen, die Versorgung eingestellt und Post- und Telekommunikationseinrichtungen nicht mehr unterhalten wurden. Obwohl faktisch bereits Geisterstadt, gilt Brindakit nach dem russischen Ortsschlüssel OKATO mit Stand September 2012 immer noch als Siedlung städtischen Typs. Die Einwohnerzahl wurde 2008 mit fünf angegeben. Bis zur Volkszählung 2010 hatten die letzten Einwohner den Ort verlassen; er wird in den Dokumenten nicht mehr aufgeführt.

### Bevölkerungsentwicklung
| Jahr | Einwohner |
| ---- | --------- |
| 1959 | 1776      |
| 1970 | 1452      |
| 1979 | 869       |
| 1989 | 867       |
| 1997 | 311       |
| 2002 | 15        |
| 2008 | 5         |
| 2010 | 0         |

Anmerkung: außer 1997, 2008 Volkszählungsdaten

## Infrastruktur
Brindakit liegt an der Straße, die das 230 Kilometer entfernte Eldikan, am rechten Ufer des Aldan 100 Flusskilometer abwärts des Rajonzentrums Ust-Maja gelegen, mit der Siedlung Jugorjonok am rechten Ufer des Maja-Nebenflusses Judoma verbindet. Jugorjonok ist weitere 40 Kilometer von Brindakit entfernt und liegt jenseits eines knapp 800 Meter hohen, von Mai bis November befahrbaren Passes.
Im Verlauf der größtenteils unbefestigten Straße gibt es feste Brücken über die größten Wasserhindernisse, die jedoch häufig von Hochwasser in Mitleidenschaft gezogen werden, zuletzt im Mai 2008. Die Straße besitzt keinen ganzjährig befahrbaren Anschluss an das gesamtrussische Straßennetz: die Verbindung von Eldikan nach Ust-Maja und weiter nach Amga am gleichnamigen linken Aldan-Nebenfluss Amga, von wo eine Ganzjahresstraße nach Jakutsk existiert, sowie naturgemäß die Eisstraße auf dem Aldan sind nur im Winter befahrbar.